# Villa de Arico
Lomo de Arico är en ort i Spanien.   Den ligger i provinsen Provincia de Santa Cruz de Tenerife och regionen Kanarieöarna, i den sydvästra delen av landet, 1 800 km sydväst om huvudstaden Madrid. Lomo de Arico ligger 401 meter över havet och antalet invånare är 7 189. Den ligger på ön Teneriffa.
Terrängen runt Lomo de Arico är varierad. Havet är nära Lomo de Arico åt sydost.Runt Lomo de Arico är det ganska glesbefolkat, med 32 invånare per kvadratkilometer. Närmaste större samhälle är Granadilla de Abona, 10,5 km sydväst om Lomo de Arico. Omgivningarna runt Lomo de Arico är i huvudsak ett öppet busklandskap.